# گرمسیریان
گرمسیریان (نام علمی: Anomoeotidae) نام یک تیره از راسته پروانه‌سانان است.